# Kevin Hernández (baloncestista)
Kevin Hernández (Buenos Aires, Argentina, 28 de marzo de 1991) es un jugador de básquet argentino que se desempeña en la posición de pívot.

## Trayectoria

### Clubes
- Actualizado hasta el 23 de abril de 2025.

| Club                 | País      | Año         |
| -------------------- | --------- | ----------- |
| River Plate          | Argentina | 2009 - 2010 |
| GEVP                 | Argentina | 2010 - 2012 |
| Echagüe              | Argentina | 2012 - 2013 |
| San Lorenzo          | Argentina | 2013        |
| Ciclista Juninense   | Argentina | 2013 - 2014 |
| River Plate          | Argentina | 2014        |
| Ciclista Juninense   | Argentina | 2014 - 2015 |
| Boca Juniors         | Argentina | 2015 - 2016 |
| Ferro                | Argentina | 2016 - 2020 |
| Dorados de Chihuahua | México    | 2020        |
| San Lorenzo          | Argentina | 2020 - 2021 |
| Boca Juniors         | Argentina | 2021 - 2022 |
| Abejas de León       | México    | 2022        |
| Quimsa               | Argentina | 2022 - 2023 |
| San Lorenzo          | Argentina | 2023 - 2024 |

## Selección Argentina
Hernández fue miembro de los seleccionados juveniles de baloncesto de Argentina, participando en 2007 tanto del Campeonato Sudamericano de Baloncesto Sub-16 de Posadas como del Campeonato Sudamericano de Baloncesto Sub-17 de Guanare. 
Tras una gran temporada individual en Boca de la 2015/2016, es llamado por primera vez a la selección de baloncesto de Argentina y tiene su debut contra Francia por la Copa Stankovic.
Formó parte del plantel que obtuvo la medalla de oro en el torneo de baloncesto masculino de los Juegos Panamericanos de 2023.

## Palmarés

### Campeonatos nacionales
- Actualizado hasta el 25 de julio de 2023.

| Título       | Club                      | País      | Año         |
| ------------ | ------------------------- | --------- | ----------- |
| Ascenso a TF | Club Atlético River Plate | Argentina | 2013 - 2014 |
| LNB          | San Lorenzo               | Argentina | 2020-21     |
| LNBP         | Abejas de León            | México    | 2022        |
| LNB          | Quimsa                    | Argentina | 2022-23     |

### Selección
- Actualizado hasta el 14 de noviembre de 2023.

| Título                    | Equipo    | País  | Año  | Posición   |
| ------------------------- | --------- | ----- | ---- | ---------- |
| Copa Stankovic 2016       | Argentina | China | 2016 | Subcampeón |
| Juegos Panamericanos 2023 | Argentina | Chile | 2016 | Campeón    |